# Carlota (esclave rebelle)
Pour les articles homonymes, voir Carlota.
Carlota, également connue sous le nom de La Negra Carlota, morte en mars 1844, est une femme cubaine esclave d'origine africaine, née Yoruba.
Carlota est connue comme l'une des cheffes de la rébellion d'esclaves dans la plantation Triunvirato de Matanzas à Cuba, pendant l'Année du fouet (en), en 1843-1844. Carlota dirige le 5 novembre 1843 le soulèvement d'esclaves de la sucrerie de Triunvirato dans la province de Matanzas , à Cuba,,.
Le gouvernement cubain a utilisé sa mémoire tout au long de son histoire dans des objectifs politiques durant le xxe siècle aussi, notamment avec l'Opération Carlota quand Cuba intervint en Angola en 1974.
La vie de Carlota est mal connue en raison de la difficulté et de la disponibilité des sources dans les archives. Les érudits de l'histoire afro-cubaine ont été confrontés à la pénurie de sources fiables documentant la vie des esclaves et à la capacité des documents écrits d'englober avec précision la réalité de la vie d'esclave,. Les témoignages d'esclaves obtenus lors d'enquêtes après les rébellions fournissent la plupart des informations sur Carlota et ses contemporains, ce qui rend difficile la compréhension complète de son implication dans la rébellion de 1843.
Elle est considérée comme ayant eu un rôle important par les historiens puisqu'elle était une femme dans l'environnement des révoltes d'esclaves dominées par les hommes, et parce que sa mémoire a été un outil pour la sphère publique à Cuba. Carlota et le soulèvement de la plantation de Triunvirato sont mis en avant dans le cadre du projet de la Route de l'esclave de l'UNESCO par le biais d'une sculpture de la plantation de Triunvirato, devenue depuis un mémorial et un musée.

## Biographie
Carlota est peut-être l'actrice historique la plus célèbre de la rébellion de l’ingenio Triunvirato. Elle est connue pour son leadership dans la rébellion des esclaves de Triunvirato aux côtés d'Eduardo, Narciso, Felipe Lucumí et Manuel Gangá. Cependant, on ne sait que peu de choses sur sa vie en dehors de sa participation à la rébellion. Elle était une femme africaine née Lucumí, mais la date de sa naissance n'est pas certaine. Elle est morte au combat à la fin de la brève révolte après que celle-ci s'est étendue à la plantation de San Rafael. La rébellion de Triunvirato a été la dernière d'une série de soulèvements d'esclaves connus à Cuba sous le nom de La Escalera en 1843 et 1844, qui ont entraîné une violente vague de répression contre les esclaves et les gens de couleur libres de la part du gouvernement colonial espagnol et d'autres Blancs.
Selon des travaux sur le sujet, Carlota aurait joué un rôle dans la rébellion de Triunvirato en la propageant de la plantation de Triunvirato à la plantation voisine Acaná et en recueillant le soutien massif d'esclaves, atteignant un total de cinq plantations à la fin de la révolte. D'autres esclaves la connaissaient à l'époque pour sa violente attaque contre la fille d'un surveillant, évoquée dans de nombreux témoignages d'esclaves recueillis après la rébellion. Plusieurs universitaires cubains l'ont classée comme une martyre décédée dans la lutte pour la liberté. Sa figure a été mobilisée pour montrer les révoltes d'esclaves comme un précurseur naturel de la révolution socialiste cubaine de 1959.

### Femme rebelle
Carlota et une autre esclave, Firmina, étaient les deux seules femmes parmi un certain nombre d'hommes qui ont organisé et exécuté la révolte des esclaves dans la plantation de Triunvirato. Les universitaires ont généralement qualifié l’insurrection d’esclaves d’affaire très masculine et violente. Des femmes réduites en esclavage telles que Carlota et Firmina perturbent l’idée que la rébellion des esclaves n’est organisée que par des hommes. À l'époque, les femmes esclaves étaient généralement représentées comme des traitres, ou de manière sexualisées. En servant de leader et en devenant finalement un martyr de la rébellion du Triunvirato au XXe siècle, Carlota devint le symbole de la mémoire cubaine, figurant la femme forte qui porte en elle les idées de la cubanité et de la révolution.

## Rébellion du Triumvirato
La rébellion du Triunvirato faisait partie d'une série de soulèvements d'esclaves à travers Cuba en 1843. Elle a été caractérisée par une violence massive à l'encontre des surveillants blancs et des propriétaires de plantations, ainsi que par d'immenses dégâts matériels. La série de soulèvements dont le Triunvirato faisait partie est connue sous le nom de La Escalera, qui signifie échelle en espagnol. Son nom dérive de la forme de torture la plus remarquable infligée aux esclaves et aux personnes de couleur libres pendant la vague de répression qui a suivi la fin violente de la rébellion. La rébellion de Triunvirato, ainsi que La Escalera en général, sont importantes dans l'histoire cubaine en ce qu'elles ont marqué l'apogée de la peur des Blancs face aux soulèvements d'esclaves et la fin d'une série de révoltes d'esclaves au cours de la première moitié du XIXe siècle jusqu'au début du mouvement d'indépendance de Cuba contre l'Espagne en 1868.
Les conditions impériales et économiques changeantes à Cuba dans la première moitié du XIXe siècle fomentèrent une vague de rébellions d'esclaves dans les années 1830 et 1840. Les historiens diffèrent quant à l'endroit où ils localisent la cause des soulèvements d'esclaves de la première moitié du XIXe siècle. Certains citent l’intensification des plantations, le nombre croissant d’esclaves victimes de la traite à Cuba à l’époque, et la propagation d'informations et d'une idéologie rebelle parmi les personnes de couleur de l’île comme les principaux moteurs de l’organisation et de l’exécution de La Escalera. D'autres historiens ont souligné l'impact du mouvement indépendantiste haïtien sur l'île caribéenne voisine et de l'abolition de l'esclavage, qui ont servi à intensifier la production de sucre dans les plantations à Cuba et à propager des idées révolutionnaires auprès des habitants de l'île. D'autres encore établissent une ligne directe entre les révoltes d'esclaves cubaines du siècle, comme la rébellion de 1812 dirigée par José Antonio Aponte. Il est impossible de savoir exactement quelles conditions ont conduit aux révoltes d'esclaves constituant La Escalera, mais la vague de violence et de répression qui a suivi était indiscutable.
La manière dont La Escalera a été écrite depuis sa survenue suscite la controverse. Beaucoup ont compris qu'il s'agissait d'une conspiration massive du gouvernement cubain pour justifier la répression infligée aux personnes de couleur à l'époque, sans aucun effort réel de résistance des esclaves. Cela a servi à effacer toute connaissance du mouvement des esclaves pour la liberté. Cependant, une partie de La Escalera est venue de la création de nouveaux groupes rebelles inspirants tout au long du siècle à Cuba.

## Difficultés méthodologiques
Une majorité des informations triuvées sur La Escalera et le rôle de Carlota dans l'incitation à la rébellion d'esclaves proviennent de témoignages d'esclaves et d'autres documents d'archives. Les historiens ont souligné le problème de l'utilisation de certaines informations trouvées dans les archives, notamment des témoignages d'esclaves. L'historienne Aisha Finch souligne qu'il est ironique d'essayer de comprendre les expériences d'esclaves qui ont subi une immense oppression et une violence extrême à travers les écrits et les récits de ceux qui ont infligé ladite violence. Habituellement, les témoignages d’esclaves étaient recueillis, à l’époque de répression intense, dans le cadre de relations de pouvoir hiérarchisées (sinon violentes) entre responsables coloniaux et esclaves. Les esclaves déployaient fréquemment des solutions stratégiques pour leur survie, qui devaient ensuite être prises en charge par un médiateur avec des objectifs et des préjugés sans aucun doute différents de ceux de la personne dont le témoignage était écrit. Finch qualifie de « fictifs » les documents créés par les fonctionnaires blancs de l'époque, en raison de leur nature profondément biaisée et violente. Cependant, les auteurs et les historiens ont travaillé à la lecture critique de documents d'archives afin de donner une perspective plus nuancée de ces documents biaisés pour compléter un récit de l'insurrection d'esclaves.
Dans de nombreuses analyses scientifiques de La Escalera, Carlota n'est mentionnée que brièvement, voire est totalement oubliée. Par exemple, dans son analyse de la rébellion du Triunvirato par l'historien cubain José Luciano Franco, Carlota a un rôle minime par rapport aux leaders masculins de la révolte. De même, dans d'autres textes sur la rébellion tels que Triunvirato - Historia de un Rincón Azucarero de Cuba de Ricardo Vazquez et Seeds of Insurrection de Manuel Barcia, il est à peine fait mention de Carlota,. S'il est impossible de savoir exactement pourquoi l'impact de Carlota n'a été repris que par un nombre relativement restreint d'érudits, son absence peut servir la vision traditionnelle de la rébellion des esclaves comme une affaire particulièrement masculine. La référence la plus courante à Carlota dans la littérature est l’intervention de Cuba en Angola, nommée en son nom l' Opération Carlota. De plus, les témoignages de femmes et de femmes sont rares dans les archives. En raison des rares références de Carlota et peut-être de fausses déclarations dans les archives, ainsi que de son absence de sources secondaires, il est difficile de tenir une image holistique de sa vie et de son rôle spécifique dans La Escalera.

## La mémoire de Carlota
Longtemps après la mort de Carlota au lendemain de la rébellion de Triunvirato, sa mémoire a été mobilisée par l'État cubain post-révolutionnaire. L'intervention de Cuba en Angola en 1974 dans le cadre de sa lutte pour l'indépendance a été baptisée du nom de la femme esclave rebelle, lors d'un événement appelé Operación Carlota. L'historienne Myra Ann Houser et d'autres ont mis en lumière la manière dont Fidel Castro et son gouvernement révolutionnaire ont tiré parti du passé esclavagiste et rebelle de Cuba pour promouvoir leurs objectifs politiques,,,. L'un des principes clés de cette ligne de pensée était l'idéologie de Castro selon laquelle les opprimés se levaient pour vaincre l'oppresseur, comme l'avaient fait les esclaves à Cuba tout au long du XIXe siècle. Cette attitude est illustrée par l'analyse de la rébellion du Triunvirato par l'historien cubain José Luciano Franco, dans laquelle il appelle explicitement les esclaves qui ont provoqué la rébellion au 19e siècle comme des « précurseurs » de la révolution de 1959. Franco cite les propres discours de Fidel Castro reliant le passé esclavagiste de Cuba à ses objectifs révolutionnaires. Cette conception de l'histoire en tant que matérialisme dialectique a caractérisé la vision de Castro pour Cuba et la pensée qui sous-tendait son idéologie révolutionnaire, décrivant les États-Unis comme le pouvoir impérialiste suprême et l'oppresseur, ainsi que des nations comme Cuba et l'Angola comme des opprimés s'élevant contre eux.
Utiliser le nom d'une esclave cubaine d'origine africaine lors d'une intervention en Afrique n'était pas une coïncidence non plus. Castro s'est appuyé sur ce lien pour montrer l'intervention de Cuba en Angola comme une sorte de retour au pays ou de vengeance de la population d'ascendance africaine à Cuba. Le gouvernement révolutionnaire a mobilisé cette « revendication d'enracinement » pour justifier son intervention dans la nation africaine. Le gouvernement a puisé dans son passé asservi et rebelle pour le présenter comme un précurseur naturel de la révolution socialiste de 1959 et de l'esprit révolutionnaire continu de Cuba au XXe siècle. La capacité de Castro à le faire reposait sur la conceptualisation particulière des relations raciales à Cuba de l’époque, qui mettait l’accent sur la Cubanidad plutôt que sur l’identité raciale. Les idées de construction de la nation prirent le pas sur les divisions raciales, permettant à Castro de conceptualiser le passé africain de Cuba comme affectant tous les citoyens de la même manière au XXe siècle, et justifiant ainsi un « retour » en Angola dans les années 1970. En reliant la lutte des esclaves pour la liberté du XIXe siècle, la lutte de Cuba du XXe siècle contre le néocolonialisme occidental et la lutte de l'Afrique du XXe siècle pour l'indépendance, la mémoire de Carlota s'est révélée un outil utile pour faire avancer les idéaux révolutionnaires cubains.
Outre l'Operación Carlota en Angola, Carlota est revenue sur la scène de la mémoire publique grâce au projet de la Route de l’esclave de l'UNESCO. Un mémorial a été érigé en 1991 dans la plantation de Triunvirato où a eu lieu la rébellion, commémorant la direction des esclaves rebelles. Selon le journal cubain Granma, le mémorial de Triunvirato a été érigé pour rendre hommage à Carlota et à l'héritage laissé par les esclaves cubains à la société et à la culture cubaines. Le projet de la Route de l'esclave est destiné à « briser le silence qui entoure la traite négrière et l'esclavage qui ont concerné tous les continents et provoqué les grands bouleversements qui ont façonné nos sociétés modernes ». Les objectifs du projet sont de mieux éclairer l’histoire de l'esclavage, de comprendre les transformations globales découlant de son héritage et de contribuer à une culture de la paix internationale.
En 2015, le lieu de mémoire de Triunvirato a été utilisé pour célébrer le 40e anniversaire de l'Operación Carlota. Cela montre à quel point l'image de Carlota dans la mémoire cubaine est intimement liée à l'intervention de la nation en Afrique. Dans un autre article de Granma, la mobilisation susmentionnée de la mémoire de Carlota dans la sphère publique cubaine est réifiée - Carlota est à nouveau qualifiée de « précurseur » de la révolution socialiste de 1959. Carlota reste présente dans la mémoire collective cubaine comme l'incarnation des idéaux révolutionnaires cubains.